# Auksetyk

Rozciąganie kostki z materiału o ujemnym współczynniku Poissona. Przykład auksetyku.

Auksetyk – materiał o ujemnej liczbie Poissona, tzn. taki, który przy rozciąganiu w jednym kierunku powiększa swoje rozmiary także w kierunkach poprzecznych, a ściskany - pomniejsza je. Termin auksetyk pochodzi od greckiego słowa αὐξητικός (auxetikos), co oznacza ten, który ma tendencję do wzrostu, i ma korzenie w słowie αὔξησις (auxesis), oznaczającym wzrost. Ta terminologia została po raz pierwszy zastosowana przez prof. Kena Evansa z University of Exeter.
Auksetyki znane są od ponad 100 lat, ale dopiero w ostatnich dekadach XX wieku zwrócono na nie większą uwagę. Pierwsza publikacja o materiale auksetycznym ukazała się w magazynie Science w 1987 r. pt. „Foam structures with a Negative Poisson's Ratio” napisana przez R.S. Lakesa z University of Iowa.
Przykłady auksetyków:
- niektóre skały i minerały[3],
- niektóre części tkanek kostnych[3],
- różne rodzaje polimerów politetrafluoroetylenu, takich jak Gore-Tex[4],
- wszystkie rodzaje papierów[5].